# Cávado (flod)
Cávado är en flod i norra Portugal som rinner upp i Serra do Larouco, på en höjd av 1520 meter, passerar Braga och Barcelos och rinner ut i Atlanten vid Esposende, efter 135 km. 
Cávados avrinningsområde begränsas i norr av floden Limas avrinningsområde och i öst och söder av floderna Douro och Aves avrinningsområden. Det har en yta på 1600 km². 